# Китайсько-польські відносини
Кита́йсько-по́льські відно́сини — це двосторонні міжнародні відносини між Китайською Народною Республікою та Польщею. Офіційно відносини розпочались 5 жовтня 1949 року. У Китайської Народної Республіки є посольство у Варшаві. У Польщі є посольство в Пекіні.
Надзвичайним і повноважним послом КНР в Польщі з 2021 року є Сунь Ліньцзян. Польщу в КНР з 6 грудня 2017 року представляє Войцех Яцек Зайончковський.

## Історія
Дипломатичні відносини між Китайською Народною Республікою та Польщею розпочались 5 жовтня 1949 року. Через невеликий час після цього, 7 жовтня 1949 року, було створено дипломатичні місії. Польща була частиною Східного блоку й мала дружні відносини з Китаєм, співпрацювала з ним в таких міжнародних проблемах як Корейська війна.
Упродовж 1950-х через радянсько-китайський розкол відносини між країнами деградували. Однак Польща підтримувала сторону Китайської Народної Республіки щодо повернення постійного представництва в ООН материковому уряду.
У 1950-ті прем'єр Держради Китаю Чжоу Еньлай здійснив два державні візити до Польщі. Польські лідери такі, як Болеслав Берут, Едвард Охаб та Юзеф Циранкевич відвідували Китай у різний час у цей період.
З розпадом Східного блоку в кінці 1980-х Польща пройшла через ряд політичних та соціальних змін, ставши новою пост-комуністичною країною. Відносини між КНР та Польщею залишаються стійкими, оскільки Польща перетворилась на західну ліберально-демократичну країну з капіталістичним ринком, а Китай запровадив економічні реформи Дена Сяопіна.

## Двосторонні відносини

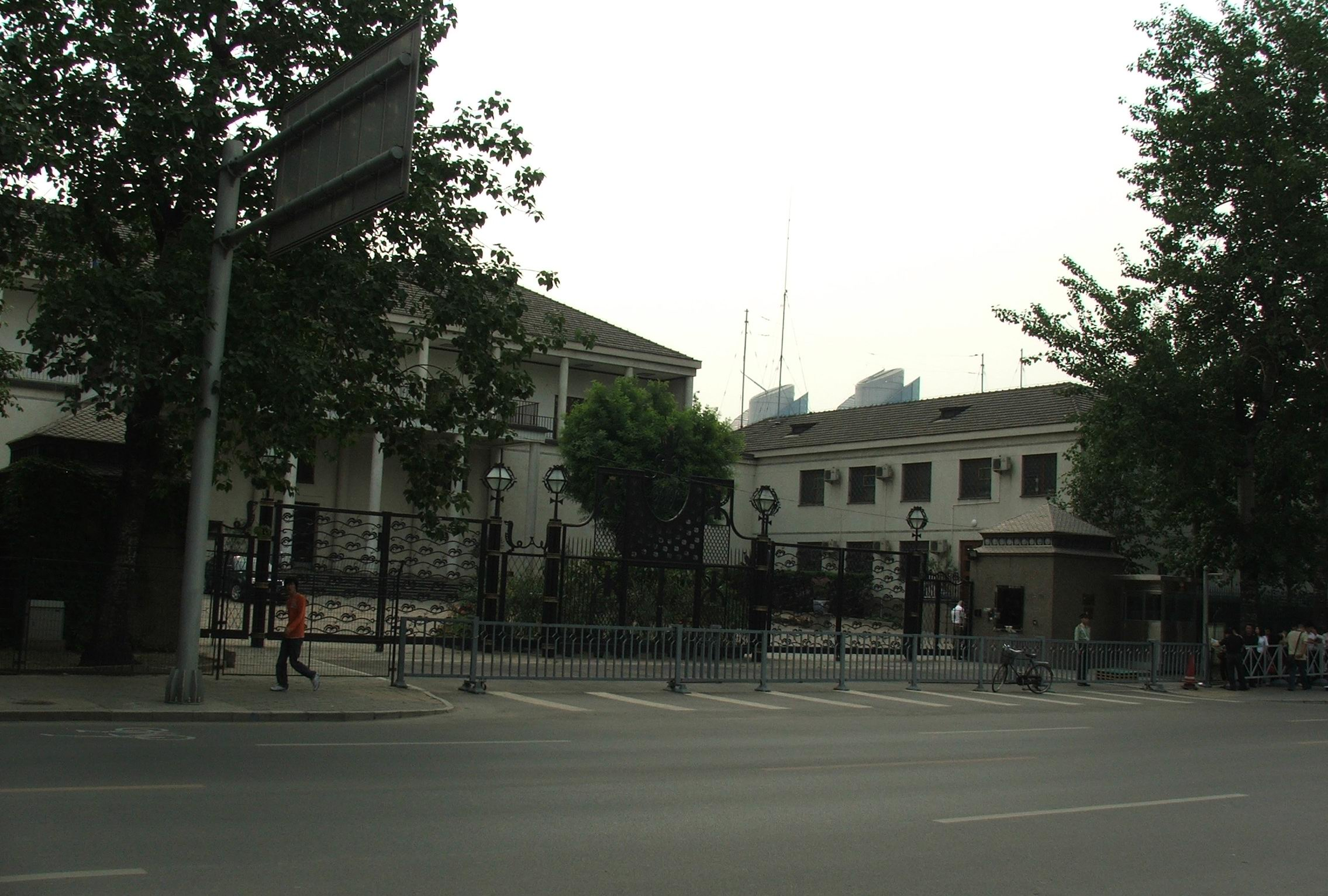
Посольство Польщі в Пекіні

Упродовж періоду з 1950-х по 1990-ті країни проводили ряд економічних дій на основі урядових угод. Щорічні обсяги торгівлі між комуністичними державами 1986 року сягали майже 1 млрд доларів США.
У 1990-ті було підписано угоду про торгівлю на конвертованих іноземних біржах. Обсяги торгівлі впали з 0,322 млрд доларів США 1990 року до 0,144 млрд доларів США 1991. Спад тривав до 1992, коли двостороння торгівля знову стала наростати.
З наступними успішними роками обсяги двосторонньої торгівлі збільшувались. На 2001 рік вони сягнули 1,242 млрд доларів США, що було до 29,5 % більше ніж 2000 року.
Китайсько-польські економічні відносини обертаються навколо таких галузей як захист навколишнього природного середовища, фінанси, сільськогосподарські технології, мідна промисловість та вугільна галузь. Це також включає такі нові галузі як високі технології, чиста енергетика, праця та інфраструктура.
2008 року обсяги експорту Польщі до КНР сягали близько 1 млрд доларів США. Але при цьому імпорт з Китаю — 11 млрд доларів США.